# Issittup Partiia
Issittup Partiia (dansk: Polarpartiet) var et nationalistisk og konservativt parti i Grønland, der blev stiftet og ledet af fiskeskipper Nikolaj Heinrich.
Heinrich blev valgt til landstinget for partiet i 1987 og genvalgt i 1991. Ved valget i 1995 fik partiet imidlertid kun 90 stemmer og opnåede derfor ikke repræsentation, hvorefter det blev nedlagt.